# Alligator 2 : La Mutation
Pour les articles homonymes, voir Alligator (homonymie).
Série
L'Incroyable Alligator
(1980)
Pour plus de détails, voir Fiche technique et Distribution.
Alligator 2 : La Mutation (Alligator II: The Mutation) est un film américain réalisé par Jon Hess et sorti en 1991. Il fait suite à L'Incroyable Alligator de Lewis Teague sorti en 1980.

## Synopsis
Un entrepreneur ambitieux, Vincent Brown, veut transformer un paisible quartier populaire en un luxueux complexe immobilier et chasser la population hispanique locale. Pendant ce temps-là, des personnes disparaissent mystérieusement dans un lac et dans les égouts. David Hodges, un policier irascible, est aussitôt chargé de l'enquête. Il comprend bientôt qu'un terrible alligator, géant et carnivore, est la cause de ces morts violentes. Le maire, corrompu par Brown, veut résoudre l'affaire rapidement, sans faire trop de bruit : plutôt que d'avoir recours à l'armée et à la police, il engage des mercenaires spécialisés dans la chasse à l'alligator, qui, cependant, victime des déchets toxiques déversés dans son marécage, a subi une mutation...

## Fiche technique
- Titre original : Alligator II: The Mutation
- Titre français : Alligator 2 : La Mutation
- Réalisation : Jon Hess
- Scénario : Curt Allen
- Décors : George Costello
- Costumes : Elisabeth Scott
- Photographie : Joseph Mangine
- Montage : Chris Ellis et Marshall Harvey
- Musique : Jack K. Tillar
- Production : Brandon Chase et Cary Glieberman
- Société(s) de production : Golden Hawk Entertainment
- Budget : 3 millions de dollars
- Pays de production :  États-Unis
- Langue originale : anglais américain
- Format : couleur — 35 mm — 1,85:1 — Stéréo
- Genre : Horreur, science-fiction
- Durée : 92 minutes
- Dates de sortie :
  - États-Unis : 5 juillet 1991
- Classification : interdit aux moins de 12 ans[Où ?]

## Distribution
- Joseph Bologna : David Hodges
- Dee Wallace-Stone : Christine Hodges
- Richard Lynch : Hawk Hawkins
- Woody Brown : Rich Harmon
- Holly Gagnier : Sheri Anderson
- Bill Daily : Mayor Anderson
- Steve Railsback : Vincent « Vinnie » Brown
- Brock Peters : le chef Speed
- Tim Eyster : J. J. Hodges
- Voyo Goric : Carmen
- Buckley Norris : Doc
- Julian Reyes : Reuben Ruiz
- Deborah White : Lynn Holly
- Harlan Arnold : J. A. Luco